# 머지플러스
머지플러스(mergeplus)는 머지포인트(mergepoint)라는 모바일 결제, 포인트 서비스를 운영한 업체이다. 누나 권남희와 남동생 권보군이 설립하였다.  20% 할인율을 적용한 폰지 사기 방식의 사기행각을 벌이다가 2021년 8월 상품권 판매처를 대폭 축소한 뒤 90%만 환불한다고 공지하였고 앱 접속이 일시 중단되었으며, 결국 음식점 결제도 중단이 되었고 대표 남매가 수사를 받았다.
9월 모스버거 등 소수의 음식점에 한해 매월 1만원 한도로 오프라인 서비스가 재개되었으나, 2021년 12월 1일자로 오프라인 서비스가 중단되었다. 경찰은 대표 남매에 대해 구속 영장을 신청했으며 검찰을 경유하여 법원에 구속영장이 청구되어 법원이 이를 인용하여 대표 남매가 구속되었다. 전 대표이자 이사이며, 전 삼성전자 전무이자 전 서강대학교 교수인 권강현도 입건되었으나 실제 운영에 개입하지 않았다며 검찰 송치 대상에서 제외되었다. 권강현을 취재한 노컷뉴스에 따르면 권강현은 성씨만 같고 투자를 하고 대표만 맡았을 뿐 권씨 남매와 혈연 관계가 있지 않다. 검찰은 권씨 남매를 구속기소했으며, 권보군과 또다른 동생은 횡령 혐의로도 기소하였다.